# Хилст
Хилст (њем. Hilst) општина је у њемачкој савезној држави Рајна-Палатинат. Једно је од 84 општинска средишта округа Југозападни Палатинат. Према процјени из 2010. у општини је живјело 346 становника. Посједује регионалну шифру (AGS) 7340019.

## Географски и демографски подаци
Хилст се налази у савезној држави Рајна-Палатинат у округу Југозападни Палатинат. Општина се налази на надморској висини од 388 метара. Површина општине износи 3,4 km². У самом мјесту је, према процјени из 2010. године, живјело 346 становника. Просјечна густина становништва износи 102 становника/km².